# A Big Hand
A Big Hand ist ein Jazzalbum von Tony Bevan, Paul Obermayer, Phil Marks und Dominic Lash. Die am 4. und 15. August 2009 in der Oxford Brookes University entstandenen Aufnahmen erschienen 2011 auf Foghorn Records.

## Hintergrund
Tony Bevan, der hier Sopran-, Tenor- und Basssaxophon sowie Flöte spielt, hat für das Album eine für ihn neuartige Bandbesetzung zusammengestellt, zum einen der Liveelektroniker Paul Obermayer; schließlich sind der Schlagzeuger Phil Marks und der Bassist Dominic Lash Teil des Quartetts.
Obermayer ist eine Hälfte des Laptop-Improvisationsduos FURT (Album „Sense“, 2009) und ein langjähriger musikalischer Partner des Schlagzeugers der Session, Phil Marks, mit dem er in der Formation BARK! spielte.

## Titelliste
- Tony Bevan, Paul Obermayer, Phil Marks, Dominic Lash: A Big Hand (Foghorn Records FOGCD012)[1]

1. Rock Me Baby	5:35
2. Heart of Stone	3:31
3. They Smell Like Giants	5:24
4. Lonely Girl	6:25
5. Box of Frogs	4:37
6. One Punch and Out	8:54
7. He’s Spartacus	3:01
8. Giants of Jazz-funk	3:19
9. I Am Not a Lizard	5:00
10. Got You Sucker!	4:55

Die Kompositionen stammen von Tony Bevan / Paul Obermayer / Phil Marks / Dominic Lash.

## Rezeption

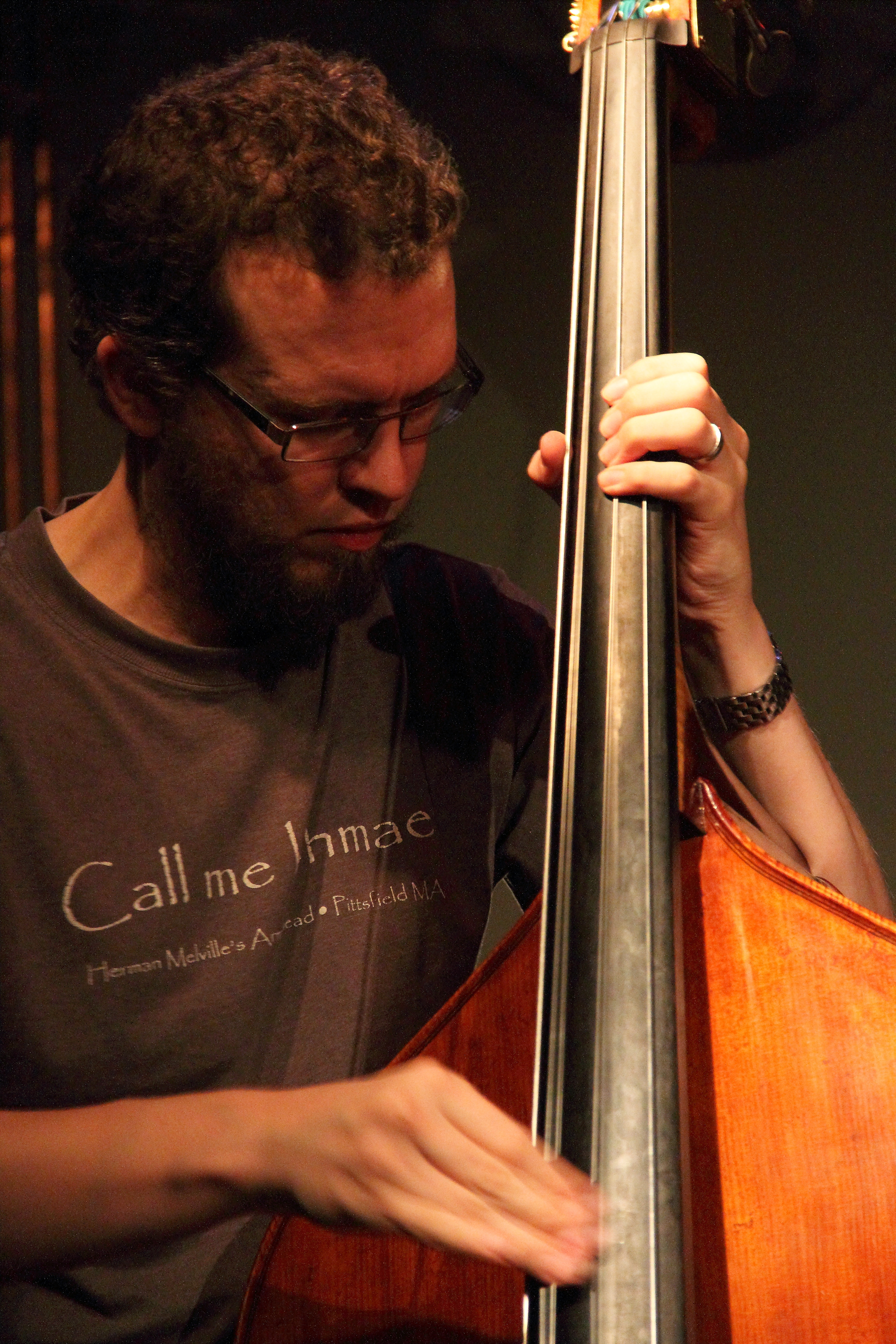
Dominic Lash im Club W71 Weikersheim 2016

Dieses Album biete pures Vergnügen, und so abstrakt diese Musik auch sein mag, nichts sei dabei jemals übertrieben oder [unnötig] auf die Spitze getrieben, schrieb Ian Mann in seinem Blog Jazz Mann. Der unmittelbare Genuss dieses Albums liege in seinen frischen Klangkombinationen. Bei der Schlussnummer „Got You Sucker“ zum Beispiel führe das Quartett eine Reihe von Stakkato-Einsätzen und Ausbrüchen durch und erzeuge dabei einige wirklich erstaunliche Geräusche, dennoch handle es sich um eine weitaus ernsthaftere Aufnahme, als jede Beschreibung es je vermitteln könnte.
Während Bevan schon in der Vergangenheit mit Elektronik gespielt hat, ist „A Big Hand“ für alle Beteiligten ein Wendepunkt, da alle Beteiligten mit elektroakustischer Improvisation bestens vertraut sind, schrieb Ken Waxman in Jazz Word. Tatsächlich sei es schwierig, Highlights des Albums herauszufiltern, da das gesamte Programm einen so hohen Standard aufweise. Insgesamt lasse Bevan die elektronischen Impulse nie so aufdringlich werden, dass sie die Session dominieren könnten. Stattdessen würden Computerimpulse und erweiterte Instrumentaltechniken eine bereits etablierte Konzeption betonen. Zusammengenommen böten die Variationen neue Möglichkeiten für individuelle und gruppenorientierte Improvisationen.